# Lisa Post
Pour les articles homonymes, voir Post.
Lisa Post née le 27 janvier 1999, est une joueuse néerlandaise de hockey sur gazon. Elle évolue au poste de défenseure au HC Oranje-Rood et avec l'équipe nationale néerlandaise.

## Carrière
- Elle a fait ses débuts en équipe première le 24 février 2019 contre l'Argentine à Buenos Aires lors de la Ligue professionnelle 2019[1].

## Palmarès
- : 1re à l'Euro U21 2017.
- : 1re à la Ligue professionnelle 2019.
- : 2e à l'Euro U21 2019.
- : 1re à la Ligue professionnelle 2020-2021.
- : 2e à la Ligue professionnelle 2021-2022.